# 리마트 계곡

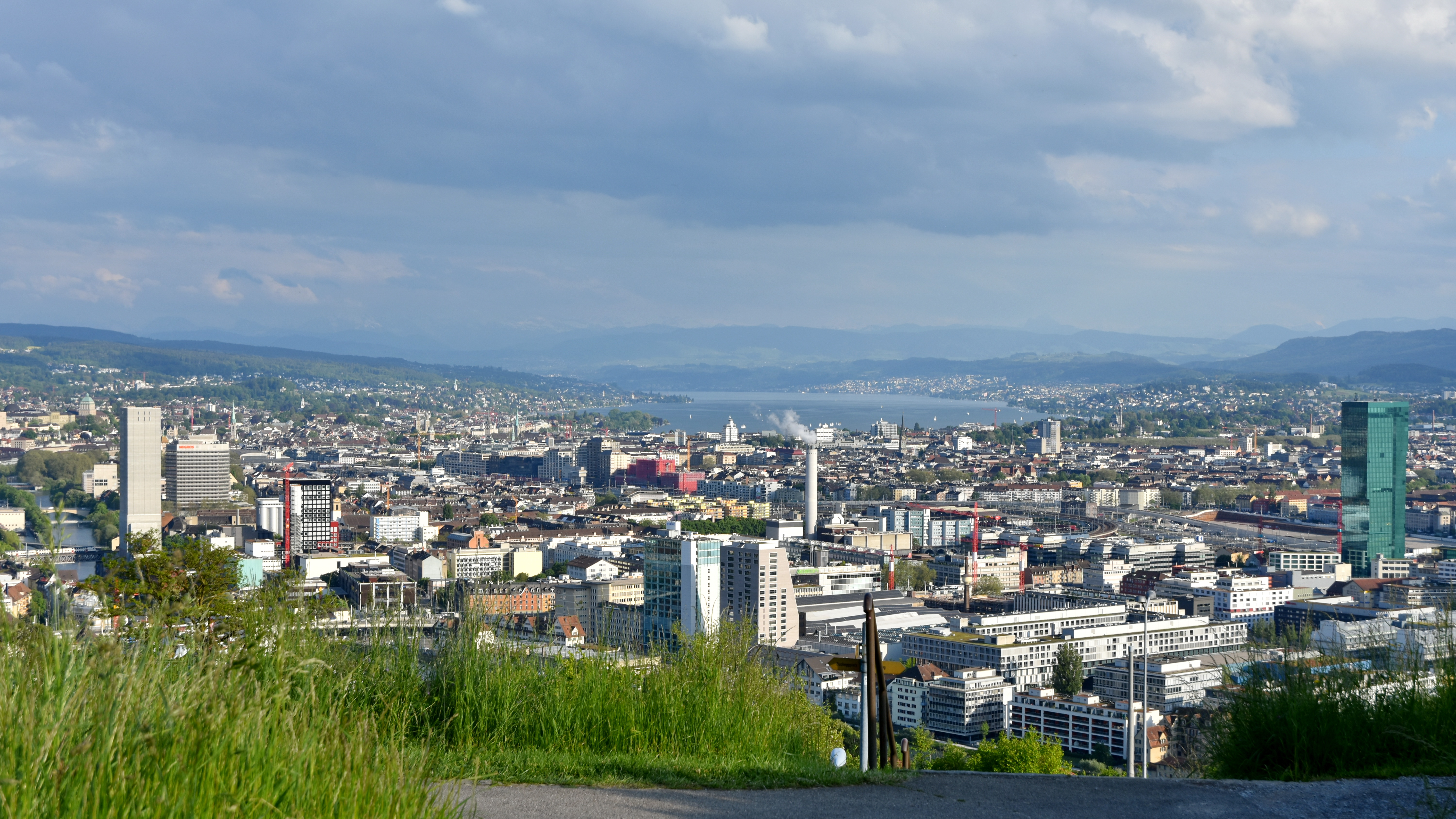
취리히 캐퍼베르크 언덕에서 본 리마트 계곡

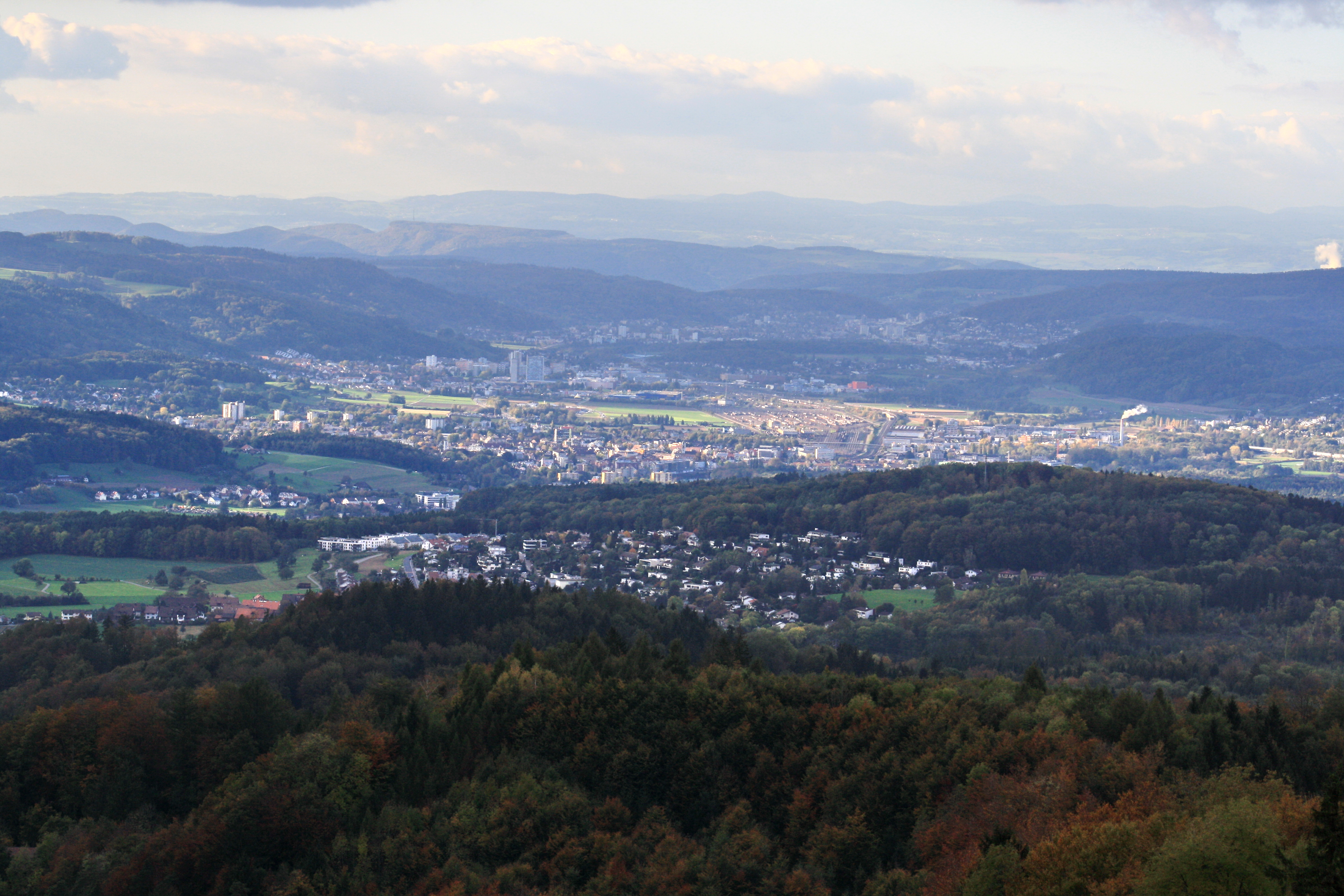
위틀리베르크에서 본 리마트 계곡

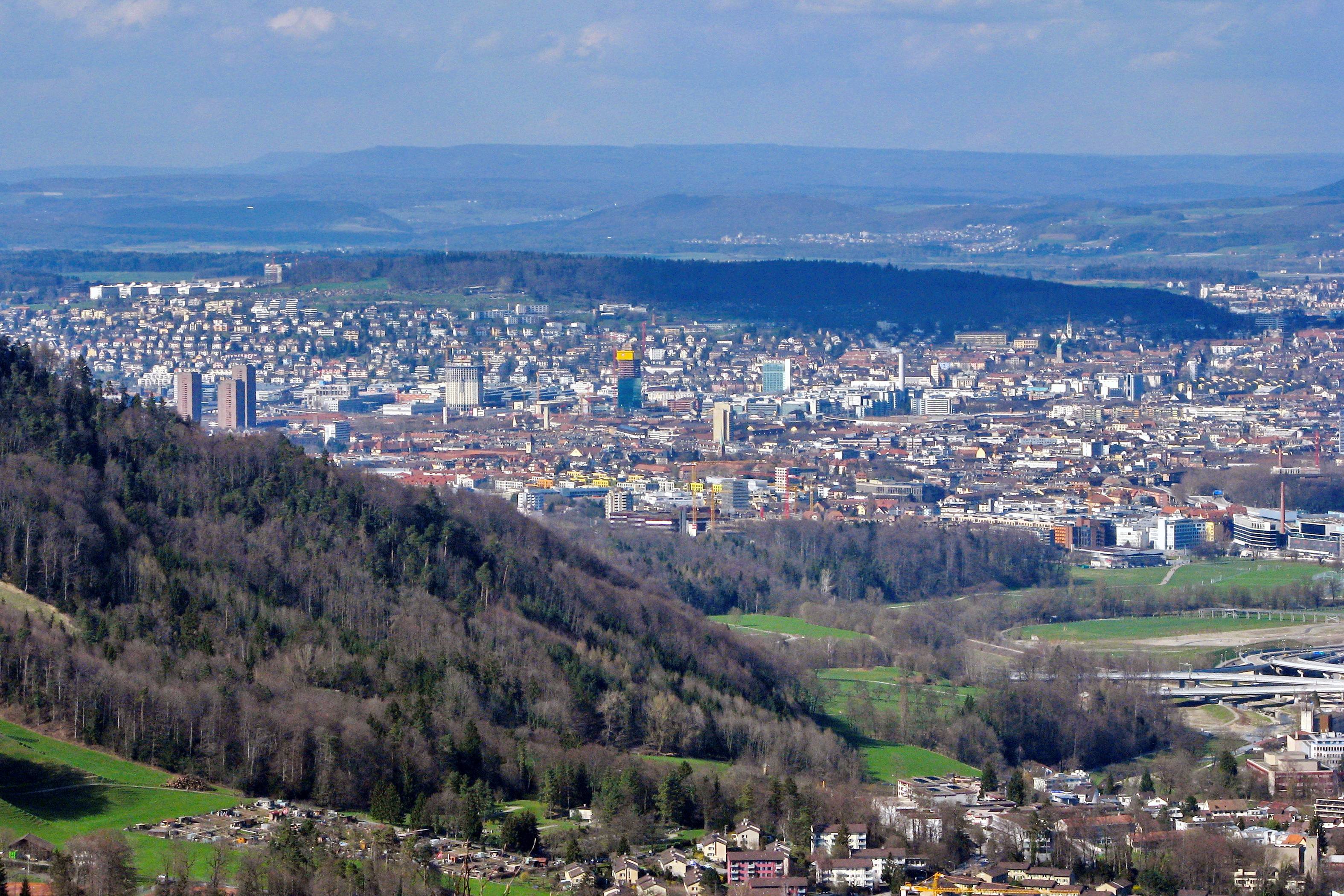
캐퍼베르크와 리마트 계곡 상류 계곡

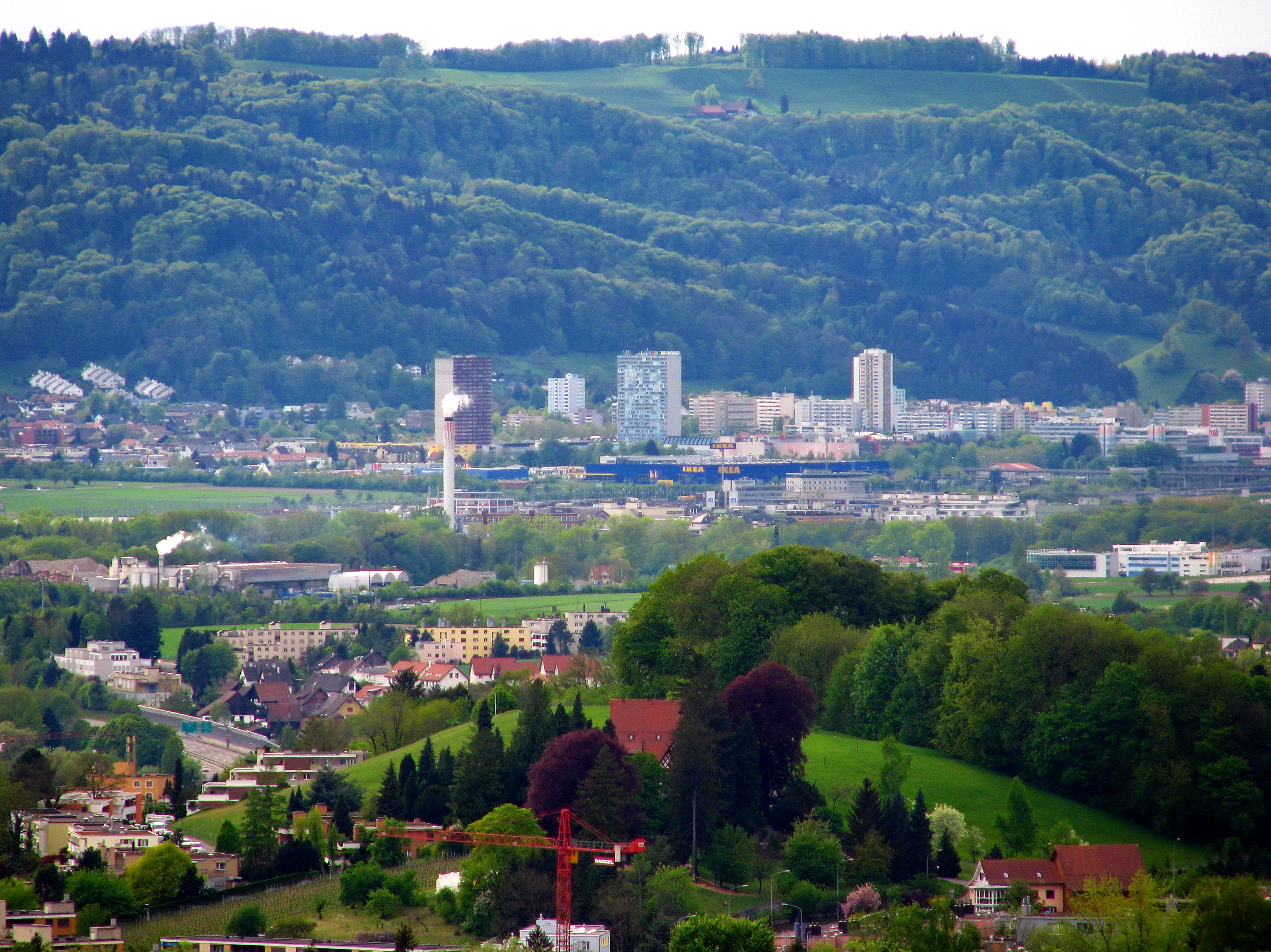
슈프라이텐바흐에서 본 리마트 계곡

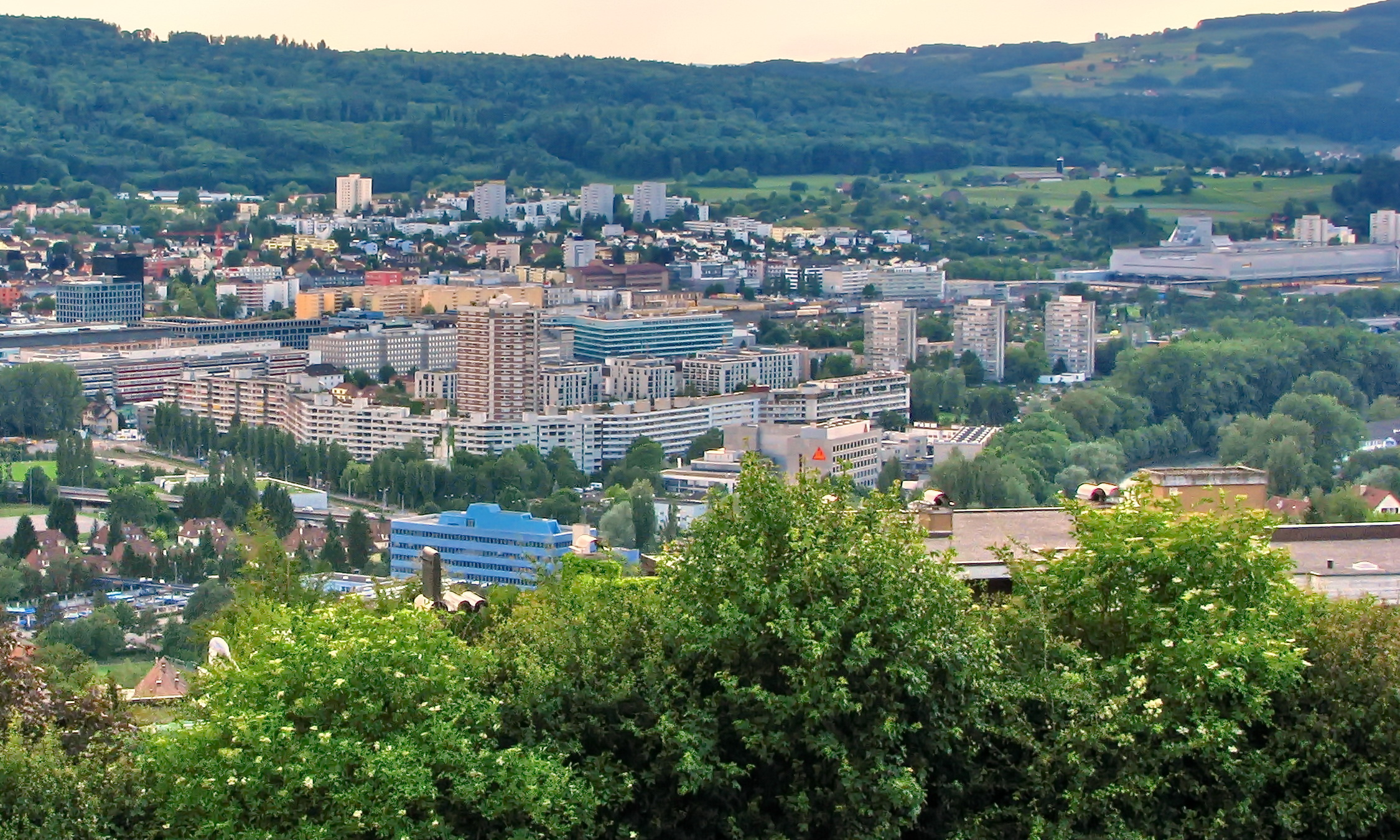
알트슈테텐의 리마트 계곡

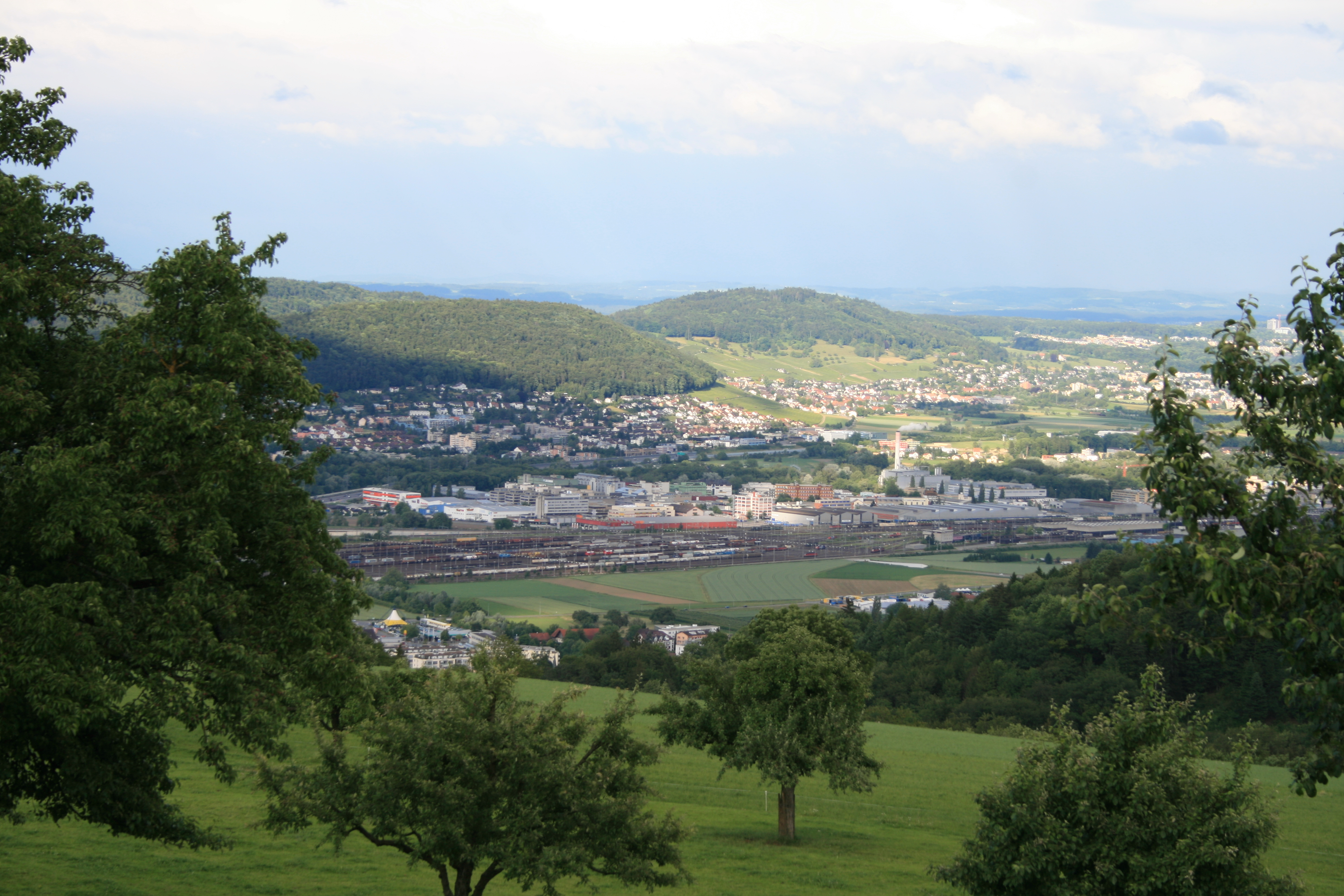
하이터스베르크 고개에서 본 계곡

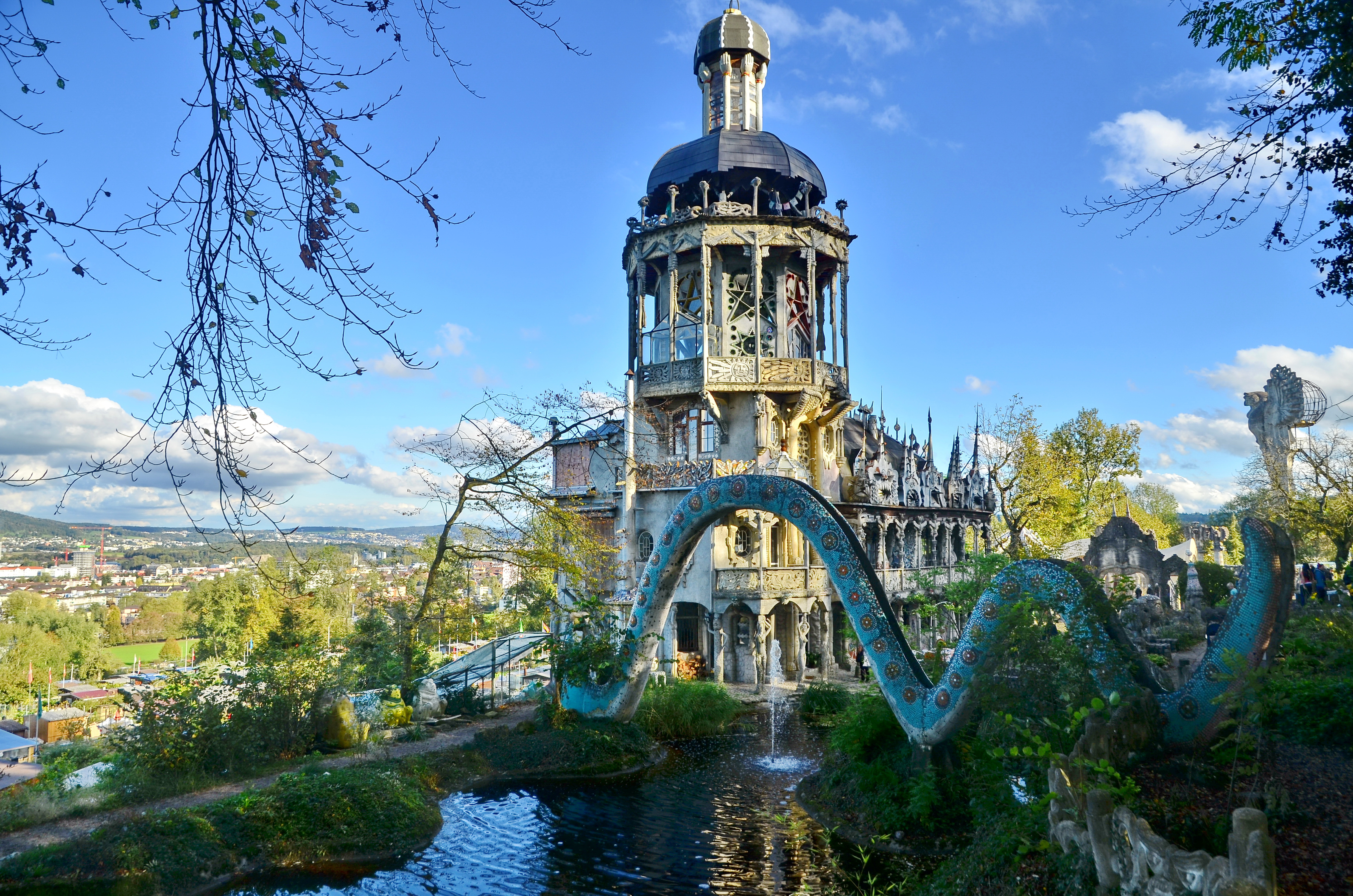
브루노 베버 계곡에서 본 리마트 계곡

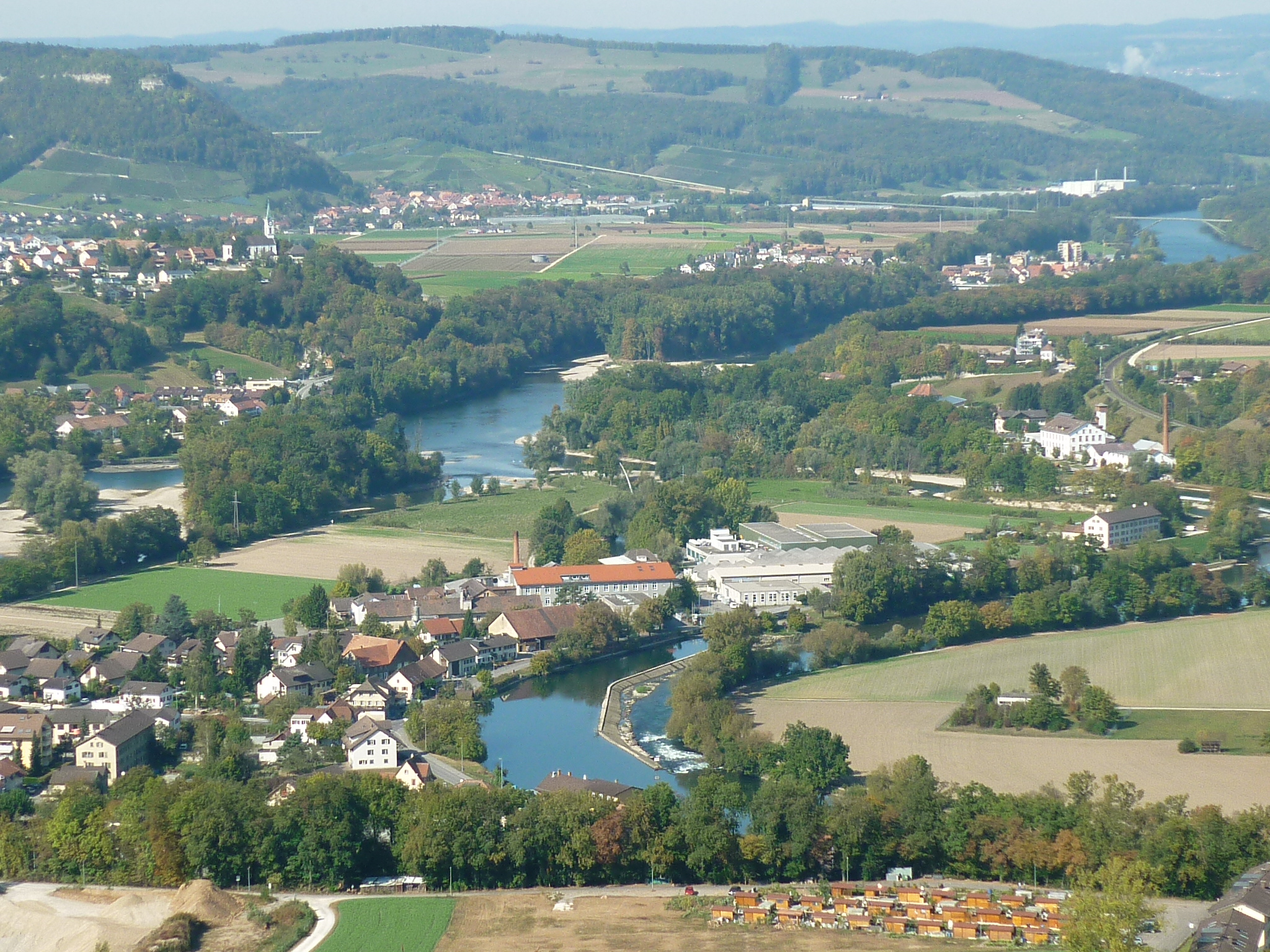
게벤스토르프 근처의 버서슬로스

리마트 계곡(독일어: Limmattal)은 스위스 취리히와 아르가우주의 강 계곡이자 지역이다.

## 지리
리마트(독일어 발음: [ˈlɪmət])는 취리히와 아르가우주에 위치한 35km 길이의 강이다. 그것은 린트의 연속이며 아레강으로 북서 방향으로 흐르는 취리히시의 취리히 호수에서 유출되는 지점에서 리마트로 알려져 있다. 합류점은 브루크의 작은 마을 북동쪽, 로이스강 입구 바로 뒤, 아레강이 라인강에 합류하기 직전에 위치한다. 세 강 아레강, 로이스강 및 리마트강의 합류점은 바서슬로스로 알려져 있다.

## 자연
1930년 취리히주 정부는 디에티콘(Dietiker Altläufe) 근처의 원래 리마트 강변 초원과 범람원의 유적을 보호하고, 2005년에는 베팅엔 근처의 범람원(Dietiker Schachen)에 150종 이상의 식물을 수용했다. 그리고 일반적인 물총새, 작은 고리 물떼새 및 풀뱀과 같은 희귀종도 있다.

## 마터탈 지역

### 시와 마을
경제적인 지역 리마트탈은 디에티콘 (ZH) 및 바덴 (AG) 지역의 다른 커뮤니티 중에서 취리히, 오버렝슈트링엔, 운터렝스트링엔, 슬리에렌, 바이닝엔, 우르도르프, 디에티콘, 베르크디에티콘, 게롤즈빌, 외트빌, 슈프레 등의 도시와 지자체로 구성된다. 뷔렌로스, 킬방엔, 노이엔호프, 베팅엔, 바덴, 에네트바덴, 오버지겐탈, 운터지겐탈 및 투르기.

### 경제
리마트탈은 취리히시 근처의 좋은 위치 요인 덕분에 인구가 많다. 그중에서도 리마트 계곡 외에 우수한 기반 시설, 성장하는 경제 및 매력적인 주거 지역이 있다. Standortförderung 리마트탈은 지역의 네트워킹을 강화하고 지역 리마트탈의 커뮤니티에서 공동 프로젝트를 실현하기 위한 사회이다.
"리마트탈"이라는 용어는 우르도르프의 지방 병원 리마트탈(독일어: Spital 리마트탈), 스위스 연방 철도에서 제공하는 분류 야드 RBL(Rangierbahnhof 리마트탈), 리마트탈의 지역 신문(리마트탈러 차이퉁) 및 지역 체육관 (리마트탈 체육관)과 같은 많은 조직에서도 사용된다.

### 교통
리마트탈은 훌륭한 교통 연결편이 있다. 취리히 S-반은 S3, S9, S12, S17 노선에 현대적인 고속 교통 시스템이며, 스위스 연방 철도 및 도시 주변 교통회사 취리히(VBZ), 취리히시 및 교외의 대중교통 운영업체에서 제공하는 취리히. 취리히-파르브 호프 (알트슈테텐)와 킬왕 엔 - 슈프라이텐바흐 사이에 취리히 트램 2호선과 브렘가르텐-디에티콘 철도.